# رقابت ایسنر-مای در قهرمانی ویمبلدون ۲۰۱۰
|                         |  |  |
| ایسنر (راست) و مای (چپ) |  |  |

در رقابت‌های قهرمانی ویمبلدون ۲۰۱۰، سید شمارهٔ ۲۳ آمریکایی، جان ایسنر، موفق به شکست کوالیفایر فرانسوی، نیکولاس مای در طولانی‌ترین مسابقهٔ تنیس در تاریخ شد؛ هم از لحاظ زمان و هم تعداد گیم. پس از ۱۱ ساعت و ۵ دقیقه در طی سه روز، این رقابت با نتیجهٔ  ۶–۴، ۳–۶، ۶–۷(۷)، ۷–۶(۳)، ۷۰–۶۸ به پایان رسید.
این مسابقه در ۶:۱۸ بعدازظهر زمان تابستانی بریتانیا (۱۷:۱۸ یوتی‌سی) در روز سه‌شنبه، ۲۲ ژوئن ۲۰۱۰ آغاز شد و درحالی که هر دو تنیس‌باز دو ست را کسب کرده بودند در ساعت ۹:۰۷ بعدازظهر به دلیل نور ناکافی، ناتمام ماند. پس از شروع مجدد بازی در ۲:۰۵ بعدازظهر چهارشنبه، رکورد طولانی‌ترین مسابقهٔ تنیس تاریخ در ساعت ۵:۴۵ شکسته شد اما باز هم در ساعت ۹:۱۳ بعد از ظهر به دلیل مشابهی به فردا موکول شد، درحالی که هر دو بازیکن در ست پنجم در ست ۵۹ برابر بودند. رقابت مجدداً در ۳:۴۰ بعدازظهر در پنج‌شنبه آغاز شد و در ۴:۴۹ دقیقهٔ بعدازظهر به اتمام رسید تا ست آخر این دیدار، ۸ ساعت و ۱۱ دقیقه به طول کشیده باشد.
هر دو تنیس‌باز، رکوردهای متعدد ویملبدون و ورزش تنیس را شکستند که می‌توان به رکورد ۷۸ ایس ایوو کارلوویچ کروات در یک مسابقه اشاره کرد. در پایان این دیدار، ایسنر ۱۱۲ ایس و مای ۱۰۳ ایس را کسب کرده بودند.